# Chiave pubblica
Una chiave pubblica, nella crittografia, è una chiave crittografica utilizzata in un sistema di crittografia asimmetrica; ogni chiave pubblica è associata ad una chiave privata.
La caratteristica dei crittosistemi asimmetrici è che ogni coppia di chiavi è formata in modo tale che ciò che viene cifrato con una, può essere decifrato solo con l'altra. Le due chiavi sono, a priori, perfettamente interscambiabili, ma generalmente una delle due viene definita "pubblica" e una "privata" perché il poter distribuire una (e una sola!) delle due è il principale vantaggio dei crittosistemi asimmetrici.
Le chiavi pubbliche possono essere scambiate anche su un canale non sicuro (via e-mail, tramite un key server, su una pagina web ecc.), l'importante è sapere che una chiave pubblica non è di per sé associata a una "persona", ma esclusivamente ad una chiave privata. Per associarla ad una persona si fa generalmente uso di un certificato digitale.
Il fingerprint è un hash (valore di lunghezza fissa) di 128 bit (32 cifre esadecimali) della chiave pubblica a 1024 bit e la identifica in modo univoco. Quando vi arriva la chiave pubblica di una persona potete confrontare il fingerprint, da voi già conosciuto, con il fingerprint ottenuto dalla sua chiave: se coincidono, è una garanzia di autenticità.